# Cultura LGBT en Costa Rica
La cultura LGBT en Costa Rica comprende las diferentes manifestaciones artísticas y de ocio existentes en el país cuyo enfoque es la diversidad sexual o que incluye la participación de personas LGBT en ellas.

## Cine
La producción cinematográfica de contenido LGBTIQ+ en Costa Rica es mínima. El primer largometraje cuya trama central se enfocó en esta temática fue la película En algún sitio, del director Frayser Navarrette y protagonizada por el propio Navarrette y Luis Jara. Su rodaje fue iniciado en 2021 y fue estrenada en 2023, no sin antes pasar por una serie de dificultades que hicieron peligrar la producción.
Antes de En algún sitio, se pueden mencionar otras producciones, como los cortometrajes Ellas (2015), del director Andrés Francisco Chaves, sobre una pareja de colegialas enamoradas que sufren el acoso de quienes les rodean; o  Cálido afuera (2021), corto documental sobre las candidaturas de personas LGBTI+ en las elecciones generales de 2018, dirigido por David Ulloa y Sofía Corrales.  También existe la coproducción argentino-costarricense Ámbar (2020), película policial dirigida por Esteban Ramírez Jiménez que cuenta con un protagonista homosexual.
Por otro lado, desde 2020 se celebra el festival de cine Equal Film Fest, que incluye películas de historias sobre mujeres, personas con discapacidad, adultos mayores y población LGBTI+. Su primera edición se celebró de forma virtual y gratuita; cada emisión finalizó con un coloquio con invitados nacionales e internacionales. Posteriormente, el festival se ha desarrollado en la Sala Garbo y el Cine Magaly, mientras que el cineforo se realiza en el auditorio de la Facultad de Derecho de la Universidad de Costa Rica. Otra iniciativa en cuanto a exhibición de cine sobre la diversidad sexual es la Muestra de Cine LGTBIQ del Centro Cultural de España en Costa Rica, que desde 2016 en colaboración con LesGaiCineMad se realiza en Barrio Escalante.

## Literatura
La literatura LGBT de Costa Rica comprende las obras literarias escritas por autores costarricenses que involucren tramas, temáticas o personajes que formen parte o estén relacionados con la diversidad sexual. Históricamente, la literatura LGBT en los países de América Central ha contado con una producción escasa en comparación con otros países de América o Europa. No obstante, el tema ha recibido mayor interés académico en Costa Rica en relación con el resto de países centroamericanos.
La referencia más antigua a una persona homosexual en la literatura nacional tuvo lugar en la novela La esfinge del sendero (1916), de Jenaro Cardona, aunque la misma dio una mirada negativa de la homosexualidad en que es presentada como síntoma de «descomposición» social. Las décadas siguientes mantuvieron esta caracterización negativa. La isla de los hombres solos (1963), de José León Sánchez, presenta la homosexualidad como un «vicio» en el contexto de los hombres detenidos en el Presidio de San Lucas, donde el narrador describe instancias de travestismo y constantes encuentros sexuales entre hombres.
La incursión del escritor Alfonso Chase marcó una nueva etapa en la representación literaria LGBT local, con obras como la colección de cuentos Mirar con inocencia (1973) y el poemario Los pies sobre la tierra (1978), en los que abordó la atracción homoerótica de forma mucho más directa. Esto también se vio en obras de Daniel Gallegos y José Ricardo Chaves publicadas en la época. Aunque esto significó un cambio en la representación de la homosexualidad masculina, la literatura lésbica costarricense continuó siendo casi inexistente, con excepciones como el poemario Hasta me da miedo decirlo (1987), de Nidia Barboza.
La década de 1990 vio el posicionamiento de José Ricardo Chaves como el principal exponente de la literatura LGBT nacional, primero con su novela Los susurros de Perseo (1994), pero sobre todo con Paisaje con tumbas pintadas en rosa (1998), novela en la que recuenta los estragos causados por la epidemia del VIH/sida en el país a través de la historia de Óscar, un hombre homosexual de clase media que vive en aparente tranquilidad antes de la llegada de la enfermedad pero luego debe ver morir a su pareja y mucho de sus amigos a causa de ella.

## Música

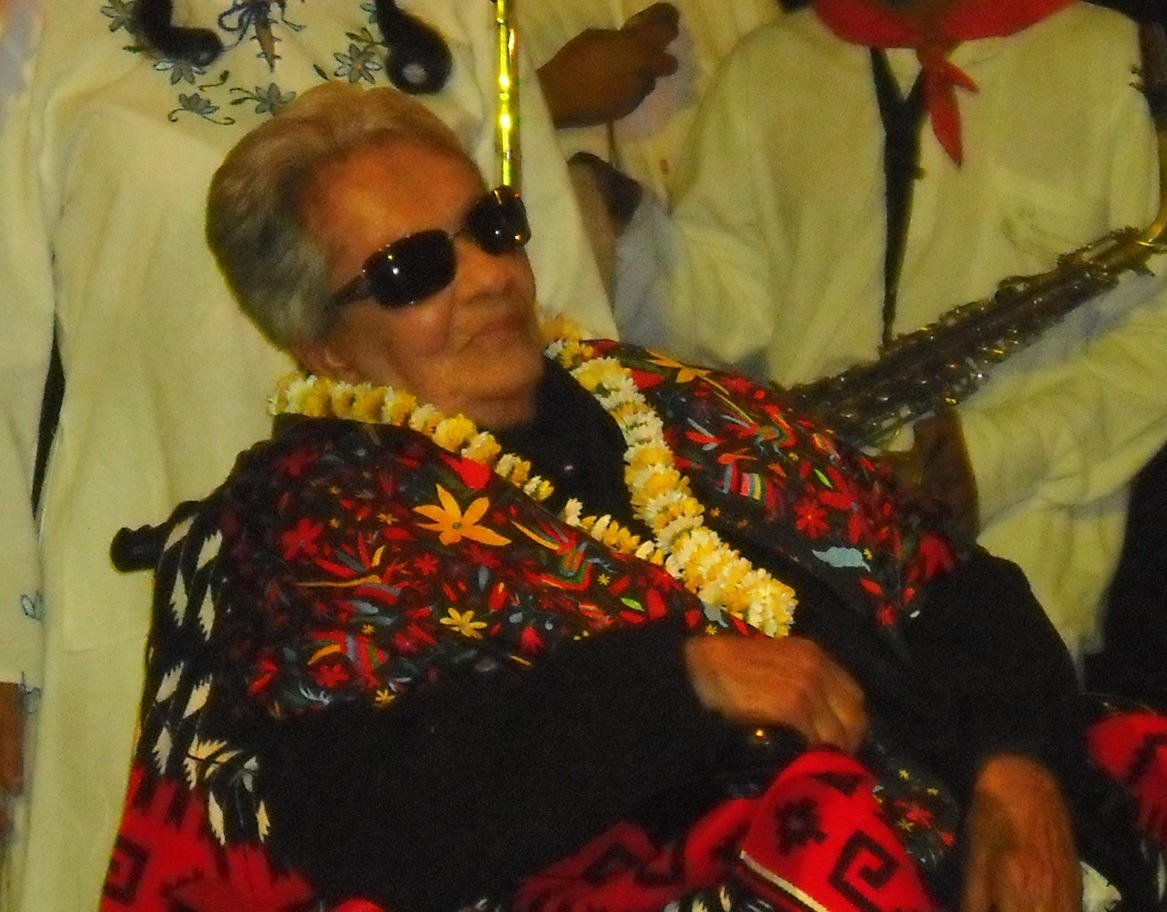
Chavela Vargas durante un homenaje a su carrera en 2008.

La primera artista costarricense en anunciar públicamente su homosexualidad fue la cantante Chavela Vargas (1919-2012), quien habitó en México gran parte de su vida y se convirtió en un ícono de la música regional de dicho país. Vargas anunció de forma pública su homosexualidad en 2000, a la edad de 81 años.
Uno de los artistas costarricenses pioneros en la inclusión de temáticas LGBT en la música fue la banda feminista Claroscuro, creada en 1991 y que solía presentarse en establecimientos lésbicos y LGBT. Claroscuro incluyó referencias al amor entre mujeres en canciones como «Somos» y «Podemos compartir». En una entrevista, Ana Castro, una de las vocalistas de la banda afirmó, en relación con el activismo que realizaban a través de su música: «Desde ese trabajo de lucha desde el escenario, comprendimos que una canción puede (lograr) más y más rápido que un taller o todo un libro».
Luego de Claroscuro, pasaron varios años antes de que otros artistas populares incluyeran temáticas relacionadas con la diversidad sexual en sus letras. Las siguientes canciones en incluirlas fueron interpretadas por artistas heteroaliados entre los que se encontraban figuras como Kurt Dyer, quien junto a su banda Nada habló sobre un muchacho en el armario en su canción «Homogenio» (2007), Pranz y Maul, quienes abordaron un tópico similar en su canción «1000 medicinas» (2015); y la banda 424, que dedicó su canción «Respiremos» (2016) al activismo por los derechos LGBT. Las reacciones homofóbicas surgidas durante las elecciones presidenciales de 2018 inspiraron a artistas como la banda Achará, que el mismo año sacó la canción «Miedito» como crítica a las personas machistas que discriminan a hombres con características comúnmente definidas como femeninas.
Entre los intérpretes LGBT costarricenses que emergieron a partir de la década de 2010, se encuentran cantantes como Scarlett Fiore, artista transformista que en 2017 lanzó un álbum con el nombre Scarlett; Julián Garita, que como parte de la banda Magpie Jay lanzó tras las elecciones de 2018 la canción «Trigger», que habla sobre un joven homosexual que debe marcharse de su hogar a causa de su orientación sexual; y la banda Malaleche, que durante el fin de semana en que se desarrolló la Marcha de la Diversidad de San José de 2018 estrenaron su primer álbum.
En décadas recientes, personas LGBT también han aparecido como protagonistas en videos musicales de distintas canciones, entre ellas «No te espero» (2015) de Hijos, «Quise Fuego» (2017) de Javier Arce, «Entre memorias y recuerdos» (2017) de Akasha, y «Jony» de Macha Kiddo (2018).

## Transformismo
En julio de 2023 las drag queens costarricenses Candi Iser y Ari Moore actuaron durante la semana del Orgullo LGBT de Madrid, en España, ante más de 60.000 personas, marcando un hito sin precedentes para la visibilidad del drag costarricense.
En diciembre de ese mismo año estuvo previsto la presentación de un show llamado Drag Costa Rica, que vería su emisión en Teletón, y que contaría con las drag queens locales Candi Iser, Drag Nicol, Eka Eka, Ari Moore y Rubi Reed. El show contó con una fuerte oposición social por parte de individuos y organizaciones religiosas, como la Federación Alianza Evangélica Costarricense, que finalmente llevaron a la cancelación del espectáculo. El diputado del Partido Nueva República, David Segura, celebró la cancelación del espectáculo, calificándolo como aberración y acusando a las artistas de querer imponer una supuesta ideología de género y de buscar la confusión y mutilación genital de menores.